# Escena nocturna en Yoshiwara
Escena nocturna en Yoshiwara es posiblemente la obra más famosa de Katsushika Ōi. Es también conocida como Cortesanas mostrándose a los paseantes a través de las rejas (tal y como aparece en el catálogo del Ukiyo-e Ōta Memorial Museum of Art). La obra fue realizada en el año 1850, cerca del final del período Edo, y después de las Reformas Tenpō. Con la intención de no tocar temas que pudieran chocar con las Reformas Tenpō, muchos de los artistas de Ukiyo-e de la época se decantaron por las representaciones de escenas de viaje o imágenes de la naturaleza, hasta que, en el año 1845, el daimio Mizuno Tadakuni fue removido de su cargo en el gobierno, y las restricciones al entretenimiento dejaron de ser aplicadas. Fue entonces cuando volvieron a aparecer los retratos de actores y las escenas de cortesanas como la que presenta esta obra.

## Katsushika Ōi

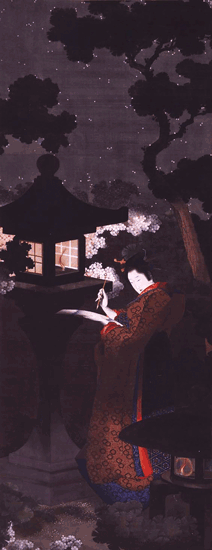
Katsushika Ōi, Belleza viendo cerezos en flor por la noche, 1850

Poco se sabe sobre la vida de Katsushika Ōi. Ni tan siquiera se conocen con exactitud las fechas de su nacimiento y defunción. Se cree que nació alrededor del año 1800. Katsushika Ōi es fruto del segundo matrimonio de Katsushika Hokusai, famoso artista de Ukiyo-e. 
Estuvo casada con Minamizawa Tômei, propietario de una tienda especializada en aceites capilares. Después del fallecimiento de su madre, en el año 1828, Katsushika Ōi se divorcia de su marido y vuelve con su padre, al que cuida hasta el día de su muerte. Tras la defunción de su padre, Katsushika Hokusai, en el año 1849, la información sobre Katsushika Ōi se vuelve todavía más escasa. Lo único que se sabe es que en el año 1857 abandonó su hogar. A partir de ese momento no se tienen más noticias sobre la artista, encontrándose en paradero desconocido. Se cree que pudo fallecer alrededor del año 1866.

## Yoshiwara
Yoshiwara fue uno de los más importantes yūkaku de todo Japón. En el año 1898 Yoshiwara contaba con más de 12.000 mujeres dedicadas a la prostitución, muchas de las cuales sufrían enfermedades como sífilis o tuberculosis. En la época en que se realizó esta obra, los burdeles de Yoshiwara eran clasificados a partir del tamaño de sus barrotes. Los de los locales más lujosos podían llegar hasta el techo, mientras que los prostíbulos más humildes colocaban sus barrotes horizontalmente.
La gran mayoría de estas mujeres no tenían elección. Muchas eran vendidas por sus propios padres siendo todavía unas niñas. Cuando una mujer pasaba a formar parte de uno de los burdeles, contraía una gran deuda con el dueño que en muy raros casos se llegaba a saldar. Este hecho ya fue tildado de «esclavitud forzada» a finales del siglo XIX en una carta publicada por el Japan Times.

## Análisis de la obra

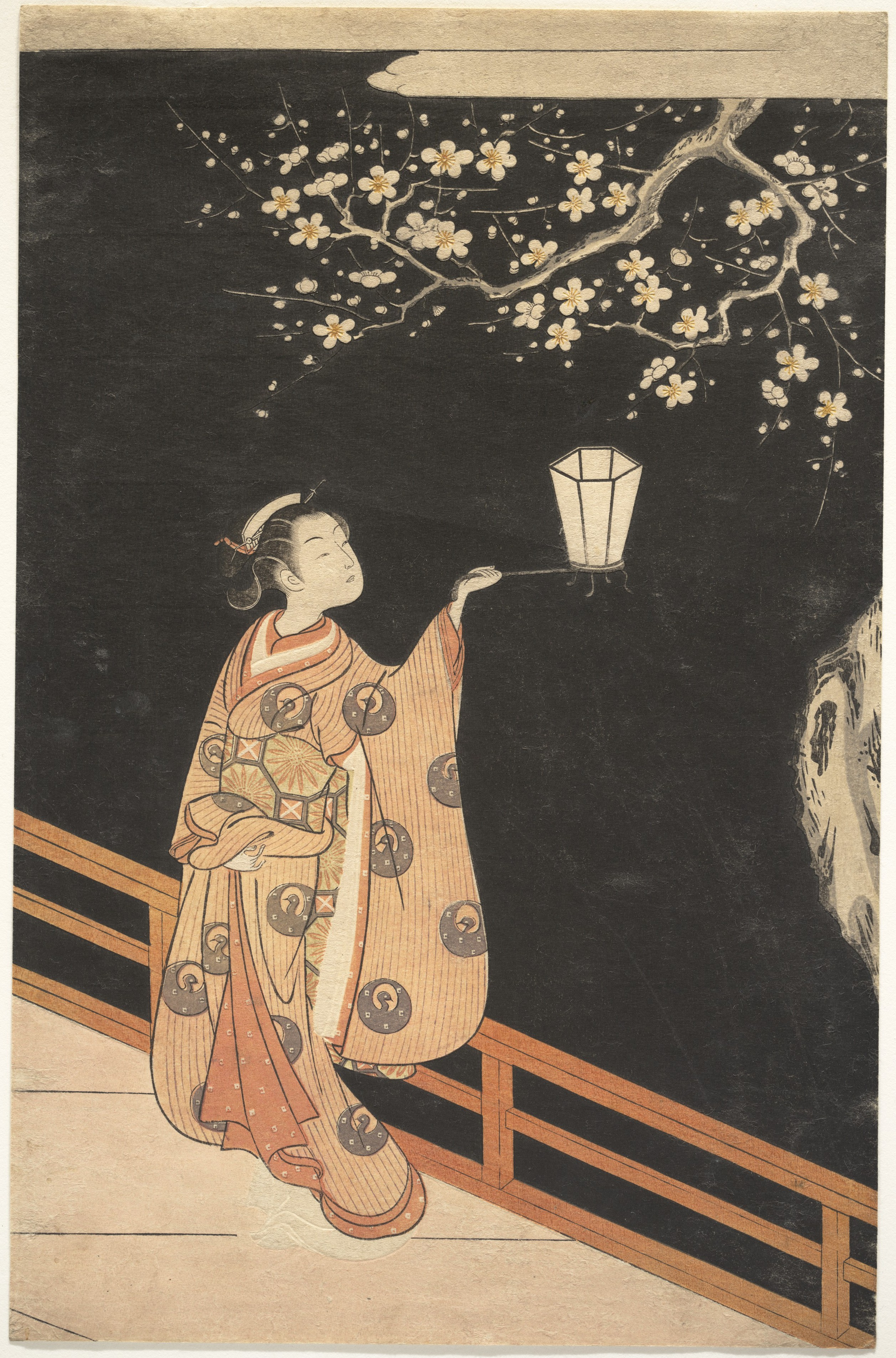
Suzuki Harunobu, Mujer admirando las flores del ciruelo por la noche,1769.

La característica principal de esta obra es el notable juego de luces y sombras. El claroscuro es algo muy típico de la pintura occidental, pero resulta revolucionario en el arte japonés. Tradicionalmente, en el Ukiyo-e no existían grandes diferencias entre la iluminación de escenas nocturnas y diurnas. Los autores se servían de la presencia de la luna en el cielo, o de la representación de antorchas o linternas, para indicar que una escena tenía lugar durante la noche.
Suzuki Harunobu es uno de los primeros artistas de Ukiyo-e en representar una escena nocturna con fondo negro. Sin embargo, en su obra se sigue notando la ausencia de sombras y la fuente de luz indeterminada. La otra excepción temprana en la que aparecen fondos negros la encontramos en las Ishizuri-e, un tipo de estampas que imitaban los calcos de relieves que se realizan con grafito y papel. Los fondos negros, en este caso, no están necesariamente relacionados con la noche. 
En la obra de Katsushika Ōi las fuentes de luz son evidentes, al igual que la presencia de sombras. El burdel tiene forma cúbica, y la composición de la obra gira en torno a esta figura geométrica. 
También en el año 1850, Katsushika Ōi realiza otra obra muy relacionada con Escena nocturna en Yoshiwara. Esta segunda estampa, titulada Belleza viendo cerezos en flor por la noche, presenta la misma habilidad técnica en el uso del claroscuro. 

### Técnica
La técnica xilográfica empleada por Katsushika Ōi es el Nishiki-e. Esta técnica permite la impresión de estampas policromas gracias al empleo de matrices independientes. De esta forma se podían llegar a imprimir hasta diez colores, añadidos a las líneas negras del dibujo. El Nishiki-e fue perfeccionado y popularizado por Suzuki Harunobu. Los colores se iban aplicando uno detrás de otro, en sucesivas impresiones de cada una de las planchas. Se podía modificar la intensidad de los colores, aplicando varias veces la impresión de una plancha.

## Aparición en otros medios
Escena nocturna en Yoshiwara aparece en los créditos de Miss Hokusai, película anime de 2015, dirigida por Keiichi Hara. Está basada en el manga homónimo, cuyo argumento gira en torno a la vida de Katsushika Ōi.
También aparece en la portada de Deslumbrante, novela histórica de 2015, obra de la escritora Makate Asai.